# IC 4774
IC 4774 ist eine Balken-Spiralgalaxie vom Hubble-Typ SBbc im Sternbild Pfau am Südsternhimmel. Sie ist schätzungsweise 499 Millionen Lichtjahre von der Milchstraße entfernt.
Das Objekt wurde am 16. September 1901 von DeLisle Stewart entdeckt.